# Paromalus seminulum
Paromalus seminulum är en skalbaggsart som beskrevs av Wilhelm Ferdinand Erichson 1834. Paromalus seminulum ingår i släktet Paromalus och familjen stumpbaggar. Inga underarter finns listade i Catalogue of Life.